# Kazimierz Klimczak
Kazimierz Klimczak, ps. „Szron” (ur. 15 lutego 1914 w Ciepłowie, zm. 14 lipca 2023) – polski wojskowy, pułkownik Wojska Polskiego, uczestnik kampanii wrześniowej, żołnierz Armii Krajowej, najdłużej żyjący uczestnik powstania warszawskiego. 5 kwietnia 2022 roku, po śmierci Stanisława Kowalskiego, został najstarszym żyjącym mężczyzną w Polsce.

## Życiorys
Klimczak pochodził z wielodzietnej rodziny, miał sześciu braci i pięć sióstr. Ukończył Szkołę Podoficerską Piechoty dla Małoletnich nr 1 w Koninie. Od 1936 służył w Wojsku Polskim. Ukończył szkołę podoficerów instruktorów i rozpoczął służbę w 67 pp w Brodnicy. W jego szeregach brał udział w walkach Armii „Pomorze” w kampanii wrześniowej. Uczestniczył w walkach 67 pp pod Mełnem w okolicach Grudziądza i bitwie nad Bzurą gdzie został ciężko ranny. Trafił do Szpitala Ujazdowskiego na leczenie. Na oddziale szpitalnym leżał wraz z Witoldem Jarosińskim i Karolem Kumunieckim (dowódca 67 pp) też ciężko rannymi.
Będąc inwalidą wojennym nawiązał kontakt ze Związkiem Walki Zbrojnej, następnie pozostawał żołnierzem Armii Krajowej. W okresie okupacji pracował w Monopolu Tytoniowym na ul. Kaliskiej 1 w Warszawie. Podczas powstania warszawskiego walczył w stopniu sierżanta na Woli w szeregach Obwodu Ochota Armii Krajowej. Warszawę opuścił z ludnością cywilną. Został wzięty do niewoli, ale udało mu się zbiec z transportu. W lutym 1945 powrócił do stolicy. Do 1946 służył w pułku samochodowym ludowego Wojska Polskiego, jako dowódca plutonu transportowego.  
W III RP był zaangażowany w działalność kombatancką, m.in. jako członek Związku Inwalidów Wojennych Rzeczypospolitej Polskiej.
Zmarł 14 lipca 2023 w wieku 109 lat jako najstarszy mężczyzna w Polsce. 28 lipca 2023 został pochowany w grobie rodzinnym na cmentarzu Powązkowskim w Warszawie. Uroczystości miały charakter państwowy z ceremoniałem wojskowym.

## Awanse i odznaczenia
W 2017 został awansowany do stopnia pułkownika Wojska Polskiego w stanie spoczynku.
Odznaczony m.in. Krzyżem Kawalerskim i Oficerskim Orderu Odrodzenia Polski, Srebrnym i Brązowym Medalem „Za zasługi dla obronności kraju”, Warszawskim Krzyżem Powstańczym, Medalem „Pro Patria”, Medalem za Długoletnie Pożycie Małżeńskie, Medalem pamiątkowym z okazji 70. rocznicy Powstania Warszawskiego, Medalem „Pro Bono Poloniae”, Medalem Błogosławionego ks. Jerzego Popiełuszki.